# Weston McKennie
Weston McKennie, född 6 maj 1998 på Fort Lewis, Washington är en amerikansk professionell fotbollsspelare som spelar för Juventus. Han spelar även för USA:s landslag.

## Klubbkarriär
Den 29 augusti 2020 lånades McKennie ut till Juventus på ett låneavtal över säsongen 2020/2021. Han gjorde sin Serie A-debut den 20 september 2020 i en 3–0-vinst över Sampdoria.
Den 3 mars 2021 köpte Juventus loss McKennie från Schalke på en permanent deal för 18,5 miljoner euro.

## Landslagskarriär
McKennie debuterade för USA:s landslag den 14 november 2017 i en 1–1-match mot Portugal, där han även gjorde sitt första mål. Den 12 oktober 2019 gjorde McKennie ett hattrick på 13 minuter i en 7–0-vinst över Kuba.